# Pakuranga Heights
La ville de Pakuranga Heights est une banlieue de la cité d’Auckland, située dans l’île du Nord de la Nouvelle-Zélande.

## Situation
Elle est limitée 
au nord par Sunnyhills à 1,7 km
au nord-est par Highland Park à 2,3 km
à l'est par Botany Downs à 3,2 km
au sud par East Tamaki 3,8 km
à l'ouest par Pakuranga à 11,52 m
au nord-ouest par Panmure à 2,9 km